# Halifax Bank
Halifax Bank es un banco británico que opera como una división comercial de Bank of Scotland, que es una subsidiaria de Lloyds Banking Group. Se nombró después de la ciudad de Halifax, West Yorkshire, donde fue fundada como una sociedad de la construcción en 1853. Se había convertido en la sociedad de construcción más grande del Reino Unido.

## Historia

### Formación

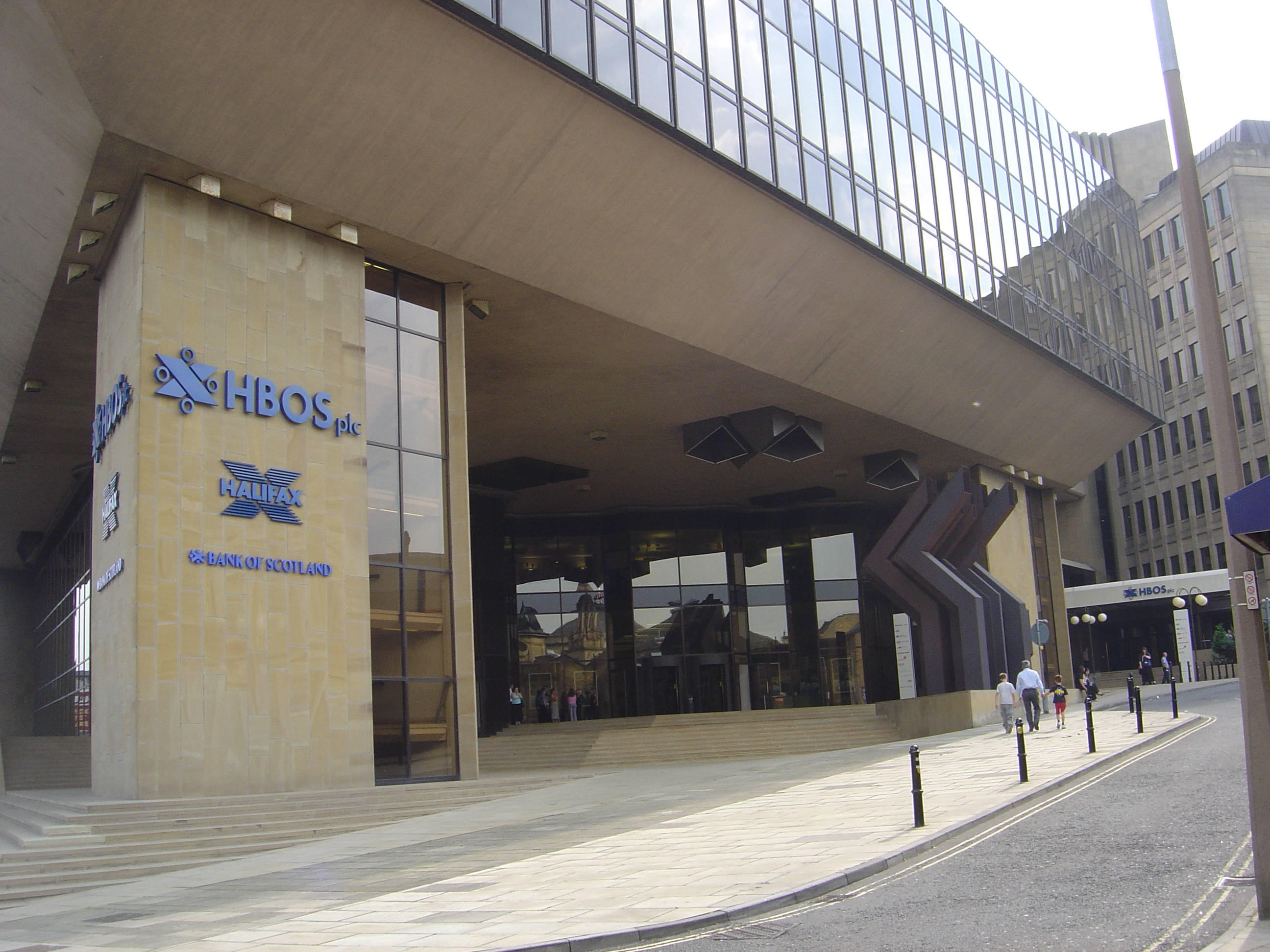
La antigua sede en Trinity Road, Halifax.

Se formó en 1853 como la Sociedad de Inversión y Beneficio Permanente de Halifax. La idea fue pensada en una sala de reuniones situada por encima del Old Cock Inn cerca del edificio original Building Society. Como todas las sociedades constructoras tempranas, el propósito de la sociedad era para el beneficio mutuo de los trabajadores locales. Los inversores con excedentes de efectivo invertirían en la sociedad para recibir intereses, y los prestatarios podrían acceder a préstamos para financiar la compra de una casa.
A diferencia de muchas sociedades de construcción británicas que crecieron grandes por adquisiciones y fusiones, la Sociedad eligió una forma orgánica de crecimiento, y procedió a abrir sucursales en todo el Reino Unido. Hacia 1913, era la sociedad constructora más grande del país. La primera oficina en Londres se abrió en 1924 y las primeras oficinas en Escocia en 1928.

### La fusión entre Halifax Building Society
En 1928, se fusionó con Halifax Equitable Building Society, la segunda sociedad más grande del edificio y fue renombrada sociedad de edificio de Halifax. La sociedad era ahora cinco veces más grande que su rival más cercano, con activos de 47 millones de libras esterlinas.
Una nueva oficina central fue construida en Trinity Road, en 1973. El distintivo edificio en forma de diamante se utilizó en material de marketing durante los años 80 y 90. Debajo del edificio es un deedstore especialmente construido que se utiliza para almacenar escrituras de propiedad para una carga de 10 libras. Es informatizado y originalmente podría ser llenado con gas Halón en caso de incendio, aunque a la luz de los efectos ambientales de este gas si se libera, puede haber sido reemplazado con otros sistemas retardadores de fuego. Su importancia ha disminuido en los últimos años debido a que los datos de propiedad se mantienen ahora en una base de datos central mantenida por HM Land Registry.
La sociedad siguió creciendo en tamaño a lo largo del siglo XX, quedando la sociedad de construcción más grande del Reino Unido. La desregulación de la industria de servicios financieros en los años ochenta vio la aprobación de la Ley de Sociedades de Construcciones de 1986, que permitió a las sociedades mayores libertades financieras y diversificación hacia otros mercados. La empresa adquirió un agente de bienes raíces para complementar su negocio hipotecario. También se expandió ofreciendo cuentas corrientes y tarjetas de crédito, tradicionalmente servicios ofrecidos por bancos comerciales. En 1993, estableció una filial española, Banco Halifax Hispania, que atiende principalmente a clientes hipotecarios expatriados británicos.

### Demutualización

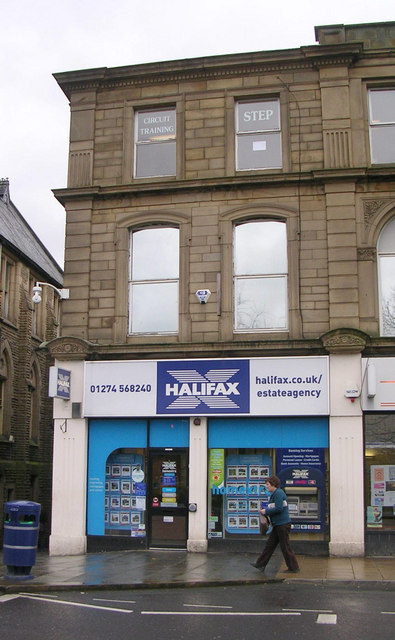
Una sucursal de Halifax Estate Agency en Bingley.

La Ley de 1986 también permitió que las sociedades constructoras se demutualicen y se conviertan en sociedades anónimas en lugar de organizaciones de propiedad mutua, propiedad de los clientes que tomaron préstamos y ahorraron con la sociedad. Aunque el Abbey National se desmutualizó en 1989, el proceso no se repitió hasta finales de los años 90, cuando la mayoría de las grandes sociedades anunciaron planes de demutalización. En 1995, La empresa anunció que iba a fusionarse con la Sociedad de Construcción Permanente de Leeds y convertirse en una sociedad pública de responsabilidad limitada, que flotó en la Bolsa de Valores de Londres el 2 de junio de 1997 con más de 7,5 millones de clientes de la Sociedad se convirtieron en accionistas del nuevo banco, la mayor extensión de accionistas en la historia del Reino Unido.
El nuevo banco era el quinto más grande en el Reino Unido en términos de la capitalización de mercado. La expansión tuvo lugar con la adquisición en 1996 de Clerical Medical Fund Managers, una compañía de seguros de vida del Reino Unido. En 1999, adquirió Birmingham Midshires Building Society y ComparetheLoan. En 2000, estableció Intelligent Finance, un banco telefónico y basado en Internet.
Siguió siendo una sociedad constructora hasta 2016. En 2001, una ola de consolidación en el mercado bancario del Reino Unido llevó a acordar una fusión de 10.8 mil millones de libras esterlinas con el Banco de Escocia. El nuevo grupo se llamó Halifax Bank of Scotland con sede en Edimburgo, y conservó tanto Halifax y el Banco de Escocia como nombres de marca. Las sucursales en el resto del país utilizan la marca Bank of Scotland para la banca comercial. En 2006, el Banco de Escocia, el principal banco minorista en la República de Irlanda, anunció que volvería a marcar su negocio minorista como Halifax, citando la exposición del público irlandés a la publicidad de Halifax en ITV como una de las razones. El nombre del Banco de Escocia se mantendría para la banca comercial.
En 2006, se aprobó la Ley de Reorganización del Grupo HBOS de 2006. El objetivo de la ley era simplificar la estructura corporativa de HBOS. La ley se aplicó plenamente el 17 de septiembre de 2007 y los activos y pasivos de Halifax se transfirieron a Bank of Scotland. La marca de debía ser retenida como nombre comercial, pero ya no existe como una entidad legal.

### La adquisición de Lloyds Banking Group

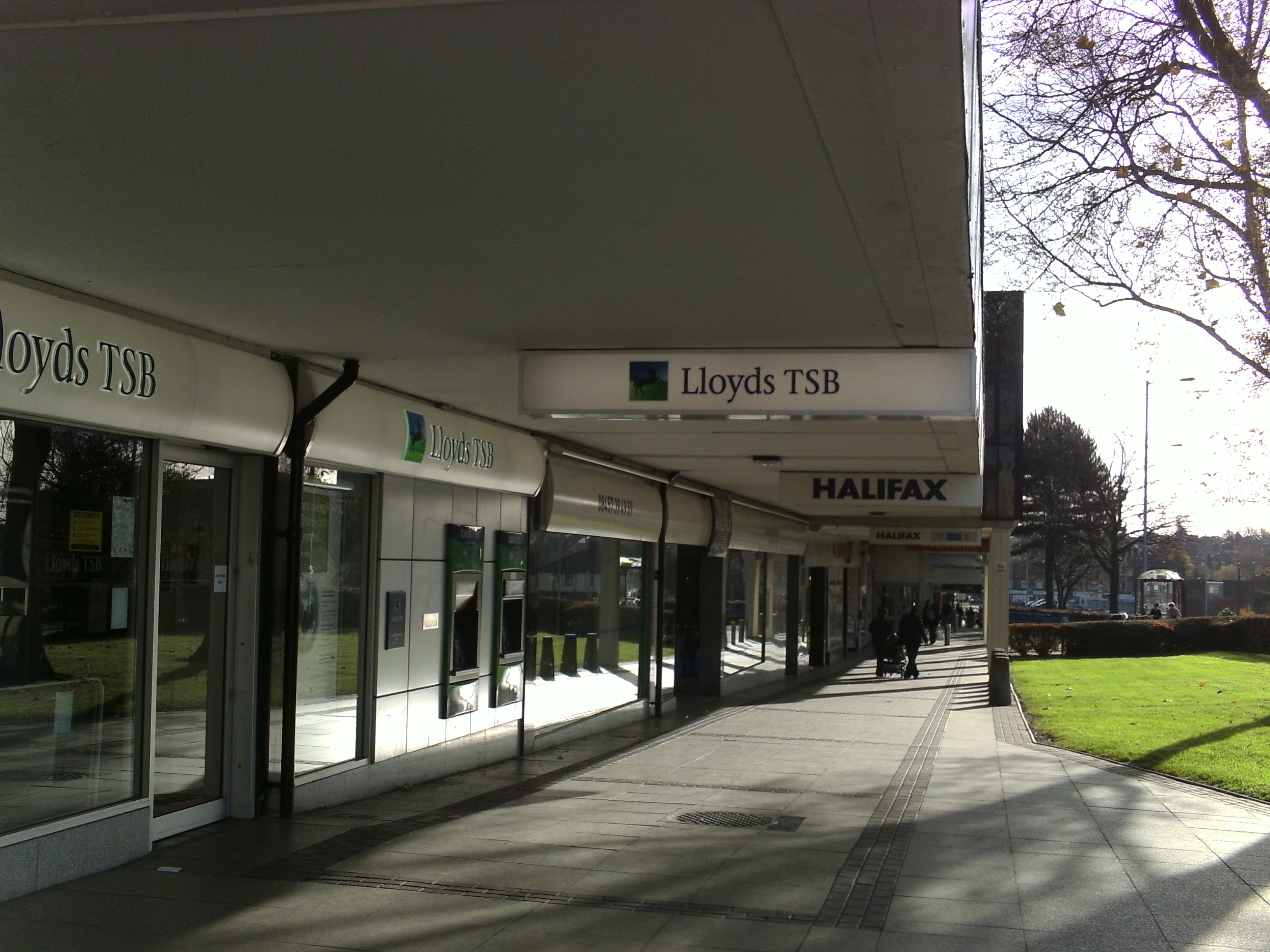
Vecinos de Halifax y Lloyds TSB ramas fuera del Centro Arndale, Cross Gates, Leeds.

HBOS fue adquirida por el Lloyds Banking Group en enero de 2009 en medio de la caída del precio de las acciones y la especulación en cuanto a su futuro. Bank of Scotland, incluyendo sus marcas como Halifax, se convirtió en una subsidiaria de propiedad total del grupo.
En febrero de 2009, Halifax realizó cambios significativos en sus cuentas corrientes. A partir de entonces, todas las nuevas cuentas corrientes estándar tenían intereses de crédito y débito cero, además de cargos por pagar y no pagados, que anteriormente eran de hasta 35 libras, Halifax ha reemplazado su cuenta básica de Easycash, sin cargos no pagados y reemplazar todas las tarjetas VISA Electron con tarjetas VISA Debit. También se alinean con todas las otras cuentas corrientes de Halifax con un aumento de límite diario de retiro diario de 500 libras. En su lugar, uno por día para ser descubierto por hasta 1999.99 libras de esterlinas dentro de un sobregiro dispuesto, y 2 libras esterlinas por día por hasta 2999.99 y 3 libras esterlinas por día por más de 3000 libras de esterlinas. Para los descubiertos sin arreglos la tasa es de 5 libras por día. se sustituyeron por un pago neto de 5 libras cada mes si los clientes cumplen con los términos de la cuenta corriente de recompensa. Estos cambios se aplicaron a todos los clientes de cuenta corriente, excepto las cuentas de estudiantes, a partir de diciembre de 2009. Estos cambios causaron una gran atención de los medios de comunicación en el momento del cambio, con Martin Lewis y la revista de consumo Which instando a los clientes a mantener sus cuentas en créditos siempre que sea posible, o considerar la posibilidad de trasladar sus cuentas a un banco alternativo, en respuesta a los nuevos cargos.
El 16 de octubre de 2009, Halifax Estate Agency fue vendida a LSL Properties por una cuota de 1 libra. Las ramas fueron renombradas como una de las marcas existentes de LSL, Reeds Rains.
El 14 de noviembre de 2009, fue golpeado por un apagón que afectó a todas las sucursales, cajeros automáticos y banca en línea. El banco dijo que el fallo de energía ocurrió en un centro de TI en Copley, West Yorkshire lo que causó varios problemas para el sistema bancario. El sistema de banca en línea no se recuperó del fallo de energía durante varias horas.